# خسرو یزدگرد
خسرو یزدگرد یکی از بزرگان ایران ساسانی و وزرگ فرمذار یزدگرد یکم (ح. ۳۹۹–۴۲۱) بود. او در سال ۴۱۰ میلادی همراه با مهرشاپور به نمایندگی شاهنشاه به شورای سلوکیه-تیسفون نسطوری‌ها فرستاده شد. خسرو یزدگرد دومین فردی است که پس از ابرسام از او با عنوان وزرگ فرمذار (وزیر بزرگ) یاد می‌شود. احتمالاً مهرنرسه جانشین او شده‌است.